# Fritz Odemar
Fritz Odemar (nasceu Fritz Otto Emil Odemar; Hanôver, 13 de janeiro de 1890 – Munique, 6 de junho de 1955) foi um ator de cinema alemão. Ele atuou em 152 filmes mudos entre 1927 e 1955.

## Filmografia selecionada
- 1927: Der fröhliche Weinberg
- 1928: Abwege
- 1930: Zwei Krawatten
- 1930: Skandal um Eva
- 1930: 1914, die letzten Tage vor dem Weltbrand
- 1931: Der Mann, der seinen Mörder sucht
- 1949: Artistenblut
- 1949: Wer bist Du, den ich liebe?
- 1952: Die Diebin von Bagdad
- 1954: Ludwig II. – Glanz und Elend eines Königs